# Bonnie Urseth
Bonnie Urseth (Minneapolis, 14 augustus 1951) is een Amerikaanse actrice.

## Biografie
Urseth had op de highschool als hoofdvak piano spelen.
Urseth begon in 1981 met acteren in de televisieserie WKRP in Cincinnati. Hierna heeft ze nog meerdere rollen gespeeld in televisieseries en films zoals We Got It Made (1983-1984), Punky Brewster (1984-1985), Beverly Hills, 90210 (1992) en Medium (2005). Haar rol in Medium was tevens haar laatste optreden, wat ze hierna gedaan heeft is niet bekend.

## Filmografie

### Films
- 1994 Another Midnight Run – als ticket verkoopster

### Televisieseries
Uitgezonderd eenmalige gastrollen.
- 1983 – 1984 We Got It Made – als Beth Sorenson – 22 afl.
- 1982 Madame's Place – als Patty Sue – 2 afl.